# Port lotniczy Moorea Temae
Port lotniczy Moorea Temae – port lotniczy położony w północno-wschodniej części wyspy Moorea (Polinezja Francuska), w pobliżu miejscowości Temae.

## Linie lotnicze i połączenia
| Linia lotnicza | Kierunek                                           |
| -------------- | -------------------------------------------------- |
| Air Moana      | 1. Bora Bora                                       |
| Air Tahiti     | 1. Bora Bora 2. Huahine-Fare 3. Papeete 4. Raiatea |